# União Cristã Americana e Estrangeira
A União Cristã Americana e Estrangeira (American and Foreign Christian Union, AFCU), é uma sociedade missionária protestante interdenominacional. Foi fundada em maio de 1849 com o propósito de converter católicos romanos norte-americanos e estrangeiros ao evangelismo protestante. Os membros da AFCU consideravam essa tarefa um passo essencial em direção ao objetivo maior de converter o mundo ao protestantismo norte-americano e à democracia. A AFCU garantia seus fundos através das contribuições voluntárias, sobretudo da igreja presbiteriana e de igrejas congregacionais. Diversos membros da administração e do corpo docente da New York University eram afiliados a esta organização.
Sediada na cidade de Nova Iorque, a AFCU foi fundada a partir da união de três diferentes sociedades criadas em torno dos primeiros anos da década de 1840, período de migração irlandesa católica particularmente forte para os Estados Unidos: American Protestant Society (Sociedade Protestante Americana, 1844-1849), Christian Alliance (Aliança Cristã, 1842-1849), e Foreign Evangelical Society (Sociedade Evangélica Estrangeira, 1839-1849).
A AFCU empregou missionários dentro dos Estados Unidos, deu suporte a esforços missionários individuais e a sociedades associadas na Europa, Canadá e América do Sul. Em países onde organizações protestantes ou evangélicas não existiam, a AFCU patrocinava esforços missionários individuais, embora isso fosse quase sempre feito em cooperação com agências similares, como a Sociedade Americana dos Amigos dos Marinheiros, o que foi o caso de James Cooley Fletcher, no Brasil. 
A AFCU também trabalhava com a Sociedade Bíblica Americana e com a American Tract Society (Sociedade Americana de Panfletos). A partir de 1850 a AFCU publicou mensalmente um jornal, The American and Foreign Christian Union, rebatizado de The Christian World (O Mundo Cristão, 1850-1884). Na década de 1860 duas grandes denominações protestantes norte-americanas, a presbiteriana e a metodista, começaram a estabelecer missões independentes para converter os católicos a suas respectivas doutrinas. Isso representou uma significativa perda financeira para a AFCU, que fechou várias pequenas missões estrangeiras, incluindo a do Brasil, e limitou sua atuação para menos países a fim de centralizar seus esforços neles, especialmente Itália e França. Em 1884 a AFCU interrompeu suas atividades missionárias mas continua hoje dando suporte à American Church in Paris (Igreja Americana em Paris).